# Німа Нурізаде
Німа Нурізаде (перс . نیما نوری‌زاده ; нар. 12 листопада 1977) — відомий британсько-іранський режисер кіно, реклами та музичних відео. Нурізаде — син політичного активіста Алірези Нурізаде, а його брати  — продюсери електронної музики Omid 16B і Навід Реза Нурізаде.

## Життєпис
З самого раннього віку Німа відчував любов до музики та мистецтва.Після закінчення Центрального коледжу мистецтва та дизайну Сент-Мартінс за спеціальністю «Образотворче мистецтво, кіно та відео», Німа розпочав свою кінокар’єру на сцені альтернативного мистецтва Лондона, де разом із кількома друзями створив колектив під назвою The Imaginary Tennis Club і заснував художню галерею Millers Terrace на складі в східному Лондоні. Колектив знімав різні відео для майбутніх британських артистів. Цей досвід активізував пристрасть Німи до музики та кіно і надихнув його на сольну режисерську кар’єру.
У 2005 році Німа зняв революційний кліп для грандіозного синглу Hot Chip «Over and Over», за яким послідували відзначені нагородами відео для таких виконавців, як Lily Allen, Chromeo, Flight of the Conchords, Santigold та інших. У 2008 році він отримав нагороду UK Music Video Awards за найкращого режисера, а невдовзі зайнявся рекламою з епічним роликом Adidas під назвою «House Party». У рекламі представлено багато відомих спортсменів, музикантів і артистів, таких як Девід Бекхем, Кевін Гарнетт, Міссі Елліотт, Кеті Перрі, Марк Гонзалес та інші, які брали участь у вечірках на честь 60-річчя бренду. Ролик отримав величезне схвалення критиків і отримав кілька нагород, у тому числі срібну в Каннах.
У 2010 році Німа об’єднався з продюсерами Тоддом Філліпсом і Джоелом Сільвером, щоб поставити вечіркову комедію WB PROJECT X. Цей фільм став його дебютом у повнометражному фільмі та ще більше утвердив Німу як свіжий, розкутий і безсумнівно талановитий голос нового покоління. У 2015 році Lionsgate випустив другий фільм Німи «Ультраамериканці» за сценарієм Макса Лендіса з Джессі Айзенбергом і Крістен Стюарт у головних ролях. Нещодавно Німа зняв епізод визнаного критиками антологічного телешоу LITTLE AMERICA для Apple TV+.
Наразі Німа живе в Лос-Анджелесі, де продовжує досліджувати різноманітні засоби, які дозволяють йому спрямовувати свою творчість, будь то фотографія, кіно, телебачення, реклама, музичні відео, віртуальна реальність або мистецькі проекти.

## Кар'єра
Нурізаде був режисером музичних відео для Dizzee Rascal, Pink Grease, Franz Ferdinand, Bat for Lashes, Santigold, Hot Chip, Yelle та Lily Allen. У 2008 році він отримав нагороду за найкращу режисерську роботу на церемонії вручення нагород UK Music Video Awards. Він також став режисером рекламних роликів для Adidas і зараз є комерційним директором міжнародної продакшн-компанії SMUGGLER.
Його дебютний фільм «Project X» (Проект Х), який вийшов у березні 2012 року, був номінований на 3 премії MTV Movie Awards. Його другим фільмом став комедійний бойовик «American Ultra» (Ультраамериканці) 2015 року з Джессі Айзенбергом, Крістен Стюарт, Конні Бріттон, Джоном Легуізамо та Тофером Грейс.
Нурізаде збирається зняти два епізоди другого сезону британського бойовика-кримінального телесеріалу «Банди Лондона» для AMC.